# 指揮及控制中心
指揮及控制中心（通稱999報案中心，行內俗稱電台，縮寫：RCCC，俗稱：Control）隸屬於香港警務處行動處行動部警察總區行動部，負責調配總區和警區兩個層面上的資源，同時發揮資訊中心的作用，將消息傳遞至總部指揮及控制中心和其他機關。每個中心都設有第三代指揮及控制通訊系統，負責接聽999緊急召喚，並且為擔任行動任務的人員提供快捷和有效率的服務。

## 組織
指揮及控制中心由警務人員及警察通訊人員（文職人員）所組成。警務人員方面，每個指揮及控制中心均由一名警司擔任指揮官，並由兩名高級督察輔助；每一個分台均有一名警長擔任分台台長，及一名通訊員共同工作。警察通訊人員分為三級，包括警察通訊員（英語：Police Communications Officer）、高級警察通訊員（英語：Senior Police Communications Officer）及總警察通訊員（英語：Chief Police Communications  Officer；4 名，出任總區主管及總部Com Cen）。

## 遴選訓練

### 培訓
警察通訊員於首年不會被調派往「九九九」控制台（完全由警察通訊員負責），而是在分區控制台（由警務人員和警察通訊員合作及負責）駐守一年及完成為期5日的處理九九九控制台訓練課程（包括學習接線緊急求助來電技巧、如何準確取得資料、即時應變、電腦系統操作、認識香港街道及調度人員等技巧）後，才會被調派往「九九九」控制台。
警察通訊員每兩個月需要出席一次訓練日，以學習最新穎的工作程序和知識。

#### 自殺危機處理訓練工作坊
自殺危機處理訓練工作坊由香港撒瑪利亞防止自殺會籌辦，由導師教授自殺危機處理及接聽情緒失控者來電等技巧，透過分組活動、個案分享及角色扮演等，讓人員嘗試了解求助者的情緒，從而提升在聆聽及接聽來電時等技巧；與此同時，學習情緒急救、聆聽及與求助者建立關係的重要性。

## 統計
指揮及控制中心接獲約半來電均屬非緊急，而為錯誤撥出以至滋擾性質。

### 成效
回應999召喚的總數：
- 2010年：781,458次
- 2011年：812,258次

回應999緊急召喚的總數：
- 2010年：91,937次
- 2011年：92,309次

### 回應效率
於接線開始計算的9分鐘（香港島及九龍區的目標）內，調度軍裝警務人員到達求助現場：
- 2010年：98.1%
- 2011年：97.9%

於接線開始計算的15分鐘（新界區的目標）內，調度軍裝警務人員到達求助現場：
- 2010年：99.8%
- 2011年：99.8%[5]

## 著名警察通訊員
- 滕麗名，香港藝人， 1998年 曾拍攝陀槍師姐。

## 事件

### 999熱線在颱風山竹來臨時無法接通
2018年，颱風山竹吹襲香港，999熱線無法連接。

### 999熱線在元朗襲擊事件中無法接通
2019年反送中暴動期間的七二一事件中，999熱線在事發及襲擊期間都無法接通供市民求助，即使接通但警方也只回應不要出門。同一時間，天水圍警署與元朗警署在市民被大批白衣人襲擊期間無故落閘阻止市民報案。這些事件成為了日後市民質問警方有關七二一事件真相的焦點之一。

## 軼事
指揮及控制中心為警務處架構轄屬唯一一個在編制上文職人員比較警務人員為多的部門，以及唯一一個由文職人員擔任主管的行動部門。
警察通訊員非紀律部隊人員，惟仍然需要輪班值勤（三更制輪值，每更8小時），遵守《程序手冊》及不同的常務訓令，並且接受紀律約束。
至2013年，警察通訊員平均年資為17年。

## 相關參見
- 重要基礎設施保安協調中心
- 緊急救助電話
- 通訊支援隊

## 外部連結及相關影片
- 警察通訊員參加培訓 增強溝通提高服務水平 （页面存档备份，存于）
- 新界總區指揮及控制中心 移形換影 運作無間斷 （页面存档备份，存于）
- 線上功臣 - 警察通訊員的工作 （页面存档备份，存于）